# Pericallia pasinuntia
Pericallia pasinuntia är en fjärilsart som beskrevs av Stoll 1782. Pericallia pasinuntia ingår i släktet Pericallia och familjen björnspinnare. Inga underarter finns listade i Catalogue of Life.

## Bildgalleri

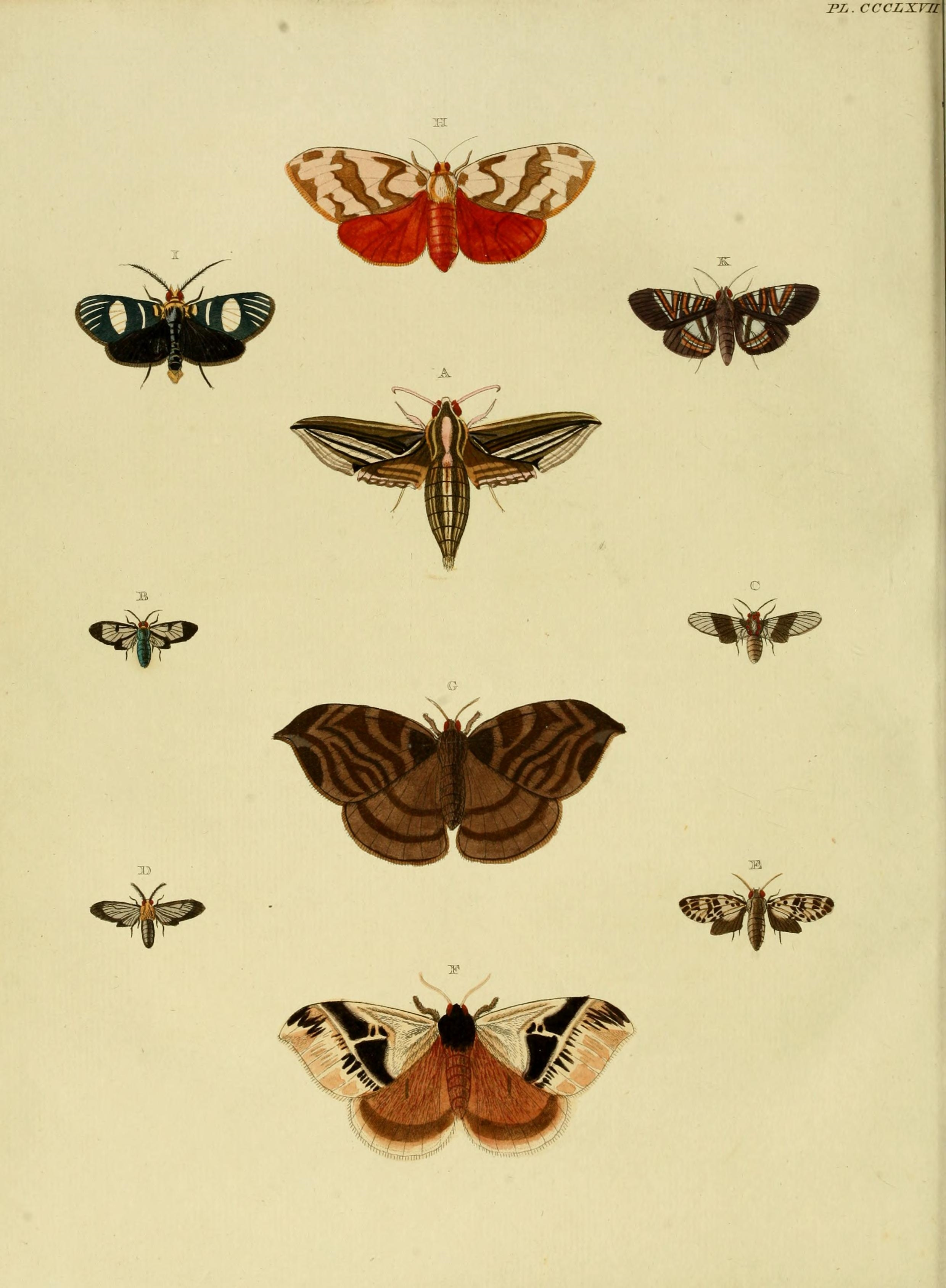